# MÁV Záhonyi Állomás Vörös Csillag Szocialista Brigádja
A MÁV Záhonyi Állomás Vörös Csillag Szocialista Brigádja (röviden Vörös Csillag szocialista brigád, más néven Vörös Csillag átrakó brigád vagy Hajtó-brigád) tíz rakodómunkásból álló munkaközösség. Az 1960-as, 1970-es években a Záhonyi Átrakó Körzetben dolgozó 96 vasutas brigád egyike, akik a Szovjetunióból széles nyomtávú vasúti teherkocsikban érkező árukat egyszerű kézi eszközökkel rakodták át a normál nyomtávú kocsikba.
1975-ben megkapták a Magyar Népköztársaság Állami Díjának II. fokozatát, az indoklás szerint „a tranzitáruk átrakásában végzett több évtizedes kiemelkedő munkájuk elismeréséül”.
Az 1960-ban alakult brigád két alkalommal nyerte el a Vállalat Kiváló Brigádja címet. (1974, 1983)
Moldova György 1977-ben az Akit a mozdony füstje megcsapott…, majd 2000-ben az Európa hátsó udvara: Riport Keletről című szociográfiában mutatta be az állami díjas rakodómunkásokkal készített riportok segítségével a záhonyi vasúti dolgozók élet- és munkakörülményeit.

## A brigád tagjai
1975-ben a brigád tagja volt:
- Eszenyi [Eszényi][9] István (1935 – 2021) rakodómunkás (Kiváló Vasutas, 1983)
- Hajtó József (1924–?) rakodómunkás, brigádvezető (Kiváló Dolgozó, 1964, 1969; Munka Érdemrend bronz fokozata, 1969)
- Kocsis Sándor (1916–?) rakodómunkás (Kiváló Dolgozó, 1972)
- M. Orbán Béla (1921–?) rakodómunkás (Kiváló Dolgozó, 1956, 1965, 1972)
- Orbán József (1924–?) rakodómunkás (Kiváló Dolgozó, 1965, 1970, 1983; Szolgálati Érdemérem, 1984)
- Szabó Károly (1934) rakodómunkás (Kiváló Dolgozó, 1982)
- Szopkó József (1920–?) rakodómunkás
- Szulics Géza [Gábor][10] (1930–?) rakodómunkás
- Teleki Béla (1934) rakodómunkás (Kiváló Dolgozó, 1969)
- Tóth Géza (1921–?) rakodómunkás

Hajtó József brigádvezető, tiszabezdédi lakos 1938-ban került a vasúthoz, édesapjához hasonlóan pályamunkás lett. 1943-tól a háború alatt Erdélyben szolgált. 1944 és 1947 között földművelésből élt, 1948-ban újra jelentkezett a vasúthoz. Záhonyba került, az átrakó-pályaudvaron rakodóként dolgozott. Két fia és négy lánya született. Hajtót 56 évesen leszázalékolták, pár évvel később – 60 éves kora előtt – szívbetegségben halt meg.
Tóth Géza még 1975-ben, az Állami Díj átvételének évében rokkantnyugdíjas lett. 60 éves kora előtt halt meg.
Szulics Géza – a Magyar Nemzet 1975. április 12-i cikkében neki tulajdonított állítás szerint – „benne volt abban a csapatban, amely az első szovjet vagont kirakta”. (Moldova megjegyzi, hogy az átrakó-pályaudvaron „ez valami misztikus rang lehet, mert legalább húszan dicsekedtek már ugyanezzel nekem”.)
Szulics leukémiában, M. Orbán Béla agyvérzésben, Orbán József májbetegségben, Hajtóhoz és Tóth-hoz hasonlóan 60 éves koruk előtt haltak meg.
Kocsis Sándor nyugdíjazása után a szeszgyárban dolgozott. 60 évet élt.
Szopkó József szintén rokkantnyugdíjas lett, magas vérnyomása miatt elveszítette a látását.
Teleki Béla és Orbán József önkéntes rendőrök voltak.
2000-ben a tízfős brigádból már csak hárman éltek: Eszényi, Szabó és Teleki.
Eszényi István 16 évesen kezdett dolgozni, két évvel később került a vasúthoz, ahol rakodómunkásként, majd térmesterként dolgozott. 55 évesen rokkantnyugdíjas lett, miután kétszer agyembóliát kapott. Eszényi népi ellenőr volt, nyugdíjazása után Záhonyban a református egyház gondnoka lett. 2021. május 29-én, életének 86. évében hunyt el.
Teleki Béla is rokkantnyugdíjas lett, leszázalékolták miután harmadszor is eltörte a karját.
Szabó Károly tiszaszentmártoni lakos, nyugdíjazása után földművelésből él.

## Az Állami Díj kritikája
Egy Moldova által idézett vasúti vezető szerint „Záhonyban egyetlen brigád sem érdemelte volna meg az Állami Díjat, ezt a vezetés is tudta, eredetileg Hajtóékat is sokkal alacsonyabb kitüntetésre terjesztettük fel. [… Ugyanakkor] félig-meddig elő van írva, hogy milyen munkakörben dolgozó, milyen társadalmi és mozgalmi munkát végző emberek kaphatják meg [az Állami Díjat]. Ebben az évben [1975-ben] lehetőleg fizikai munkásokat kellett javasolnunk, így esett a választás Hajtóékra. […] a kezdeti nehéz időkben ők dolgoztak a legtöbbet. Volt olyan műszakuk, hogy fejenként hatszáz mázsa cementet, [azaz] ezerkétszáz zsákot raktak át, erejük javát itt hagyták.”
A Magyar Nemzet 1975. április 12-i cikke szerint „munkájuk nehéz, a feladatukat az esztendőről esztendőre nagymértékben növekvő áruforgalom adja. […] Egy 3600 méter hosszú, végtelen sodrony mellett dolgoznak, a sodrony körbe jár, és a Vörös Csillag brigád tagjai akasztják erre a kötélre a vagonokat, amelyekbe a széles kocsikból kiöntött szenet, kokszot, vasércet rakják át.”